# Санта-Мария-де-Жераш-ду-Лима
Санта-Мария-де-Жераш-ду-Лима (порт. Santa Maria de Geraz do Lima)  —  район (фрегезия) в Португалии,  входит в округ Виана-ду-Каштелу. Является составной частью муниципалитета  Виана-ду-Каштелу. По старому административному делению входил в провинцию Минью. Входит в экономико-статистический  субрегион Минью-Лима, который входит в Северный регион. Население составляет 846 человек на 2001 год. Занимает площадь 5,44 км².